# Charlene Choi
Charlene Choi (em chinês: 蔡卓妍, Vancouver, 22 de novembro de 1982) é uma atriz, cantora e modelo chinesa, integrante do duo de cantopop Twins.